# Tozeur
Tozeur (arabsko Tozer) je mesto in oaza v osrednji Tuniziji. Leži severozahodno od slanega jezera Chott el Djerid, v bližini pa je tudi manjše jezero Chott el Gharsa. V mestu prebiva nekaj manj od 20.000 ljudi.

## Zgodovina
Kraj Tozeur v tej oazi so ustanovili Rimljani ter ga poimenovali Tusuros, veljalo pa je za pomembno postojanko v notranjosti dežele.
V preteklosti je bilo mesto sila pomembno kot postojanka na poti karavan čez Saharo. Te so prihajale iz podsaharske Afrike trgovat na obalo Sredozemlja.
Še v današnjem času je lokalna kultura bolj usmerjena k tradicionalnim vrednotam Arabcev in berberskih plemen, kot je to videti v preostali (predvsem obalni, turistično razviti) Tuniziji. Tako na tem območju ni redek pojav popolnoma zakritih žensk v čadorjih.

## Geografija
Tozeur se razprostira ob severozahodnem koncu jezera Chott el Jerid. Oddaljen je približno 450 km od tunizijske metropole Tunis, od bližnjih krajev Gafsa in Kebili (slednji leži na drugi strani sezonskega slanega jezera, preko katerega vodi cesta) pa nekaj manj kot 100 km. Gabes, ki je najbližje mesto ob morju, je oddaljen okoli 210 km (na vzhod Tozeurja).
Kraj je deljen na staro mestno jedro (medina) iz 14. stoletja ter novejši del ter turistično cono. Južno od kraja so vhodi v veliko oazo. Osrednja cesta, ki vodi skozi mesto, je široka Ave Bourguiba (ave v tem primeru pomeni avenijo, francosko avenue).

## Arhitektura
Kljub turističnemu razvoju in značaju kraja je ta ohranil svojo tradicionalno komponento. Zanimiva je lokalna arhitektura: objekti iz rumene opeke. V starem delu mesta in ob glavnih ulicah najdemo množico hiš, katerih premišljeno razporejena [peka ustvarja zanimive vzorce na zunanjih stenah.
Staro mestno jedro, katerega prve hiše so bile postavljene v 14. stoletju, je dobro ohranjeno. Krasi ga minaret, izdelan v istem stilu, ter tržnica ali souq.

## Pomen in znamenitosti
Tozeur je v današnjem času pomembna gospodarska (kmetijstvo) in turistična točka Tunizije.

### Oaza
S stotisoči palmovih dreves (večinoma datljevci) je Touzeur ogromna oaza. Svetovno znani so dateljni, ki jih pridobivajo v tem kraju in izvažajo po svetu.
Oaza je skupek velikega števila datljevih palm, katerih število se giblje med 200 in 250 tisoč. Velika je 11 km2, napaja pa jo okoli 200 izvirov sladke vode. Mesto Tozeur je osrednja naseblina na obrobju, v notranjosti nasadov pa je nekaj manjših naselij. Skoznjo vodijo asfaltne in peščene ceste.

### Turizem
Pomembna etnografska znamenitost Tunizije je etnološki muzej Dar Chariet v Tozeurju. V njem si je moč ogledati prizore iz življenja pred 100 in več leti, berberski nakit, preproge, keramiko in ornamente, pa tudi voščene lutke delavcev, trgovcev in plemstva.
Tozeur ima dobro razvito turistično cono z mnogimi hoteli. Bližnja Nefta ponuja množico turističnih storitev v stilu safari, ponudniki zlasti oglašujejo jahanje kamel.

### Promet
Regionalne asfaltne ceste vodijo v Nefto na zahod, Gafso na severo-vzhod (proti Tunisu), Kebili (ter dalje proti tunizijski obali) na jugo-vzhod - preko sezonskega slanega jezera Chott el Jerid.